# 柿沟乡
柿沟乡是中国陕西省宝鸡市千阳县下辖的一个乡。

## 行政区划
柿沟乡下辖以下行政区：
柿沟村、丰头村、团结村、后沟村、英明村、西沟村、纸坊沟村、冉家沟村